# إدي وودز
إدي وودز (بالإنجليزية: Eddie Woods)‏ (29 يوليو 1951 في المملكة المتحدة - ) هو مدرب كرة قدم ولاعب كرة قدم بريطاني في مركز الهجوم. لعب مع سكونثورب يونايتد ونادي بريستول سيتي ونادي تون بينتري ونيوبورت كونتي وBridgend Town A.F.C. ‏.